# Toendraglanslibel
De toendraglanslibel (Somatochlora sahlbergi) is een echte libel uit de familie van de glanslibellen (Corduliidae). De wetenschappelijke naam van de soort werd in 1889 gepubliceerd door Filip Trybom. De Nederlandstalige naam is ontleend aan Libellen van Europa.

## Veldkenmerken
'Robuste' soort. Lijkt op de taigaglanslibel (Somatochlora alpestris). De ogen zijn zwart. Achterlijfsaanhangselen van het mannetje relatief groot. Lengte 48–50 mm. Lichaam geheel zwart, zonder vlekken. Tussen de achterlijfssegmenten 2 en 3 een witt(ig)e ring. 

## Verspreiding
De toendraglanslibel komt voor in het uiterste noorden van het Palearctisch en Nearctisch gebied, en wordt uitsluitend boven de poolcirkel gevonden. In Europa alleen in het uiterste noorden van Zweden en Finland.

## Status
De soort staat op de Rode Lijst van de IUCN als niet bedreigd, beoordelingsjaar 2014.